# Ernő Gerő
Ernst Moritsovich Gere (Terbeguets, Hongria, actualment Trebušovce, Eslovàquia, 8 de juliol de 1898 - Budapest, 1980), nascut Ernő Singer i conegut també com a Ernst Singer, Erno Gerö, Gere, "Pedro", Pedro Rodríguez Sanz, Pierre, va ser un polític comunista hongarès. Conseller del Partit Socialista Unificat de Catalunya com a delegat de la Internacional Comunista i responsable de la NKVD a Catalunya durant la guerra civil espanyola.

## Biografia
Membre d'una família jueva (més tard repudiaria totalment la religió), va ser sastre en la seva adolescència. Estudiant en la Facultat de Medicina de la Universitat de Budapest, des de 1919 fins a 1921 dirigeix les Joventuts Comunistes. Membre del Partit Comunista d'Hongria va recolzar activament la República Soviètica Hongaresa el 1919, liderada per Béla Kun. Des de 1925 milita en el Partit Comunista de la Unió Soviètica.
El 1920, un cop finalitzada la Primera Guerra Mundial va ser nomenat Secretari del Comitè Regional de la Unió de Joventuts Comunistes de Txecoslovàquia. Va treballar clandestinament a Hongria, on fou arrestat al setembre de 1922 i condemnat a catorze anys de treballs forçats.
Durant les dues dècades que va viure en la Unió Soviètica, on es va traslladar el 1923, Gerö va ser un actiu agent del KGB. Com a tal, va treballar per la Comintern a França, vinculant-se amb partits comunistes de tot Europa i més tard a Espanya.

### Guerra civil espanyola
Amb el pseudònim de Pedro, des de 1932 va ser delegat de la Comintern en el PCE i es va establir a Barcelona, on se li atribueix una gran influència en la constitució del Partit Comunista de Catalunya.
L'agost de 1936 va viatjar de París a Espanya a fi de redactar al seu retorn un informe per Dmitri Manuilski, que aquest va transmetre a Viatxeslav Mólotov. Des del juliol del 1936, en la política del PSUC. Com a dirigent de les txeques, després dels fets de maig del 1937 Gerö va emprar el seu càrrec d'enllaç de la Comintern per participar en activitats d'espionatge dins de la zona republicana, i va treballar activament en la repressió contra el Partit Obrer d'Unificació Marxista (POUM) i contra la CNT Se'l considera un dels responsables de la mort d'Andreu Nin.
"Pedro" va ser un dels principals promotors de les txeques barcelonines, nom amb el qual eren conegudes les presons particulars i secretes de partits, organitzacions o forces de seguretat. Després de la fi de la guerra a Espanya el 1939, Gerö va ser evacuat a l'URSS.

### Els informes de "Pedro"
Més realistes que els de Victorio Codovilla, alertant sobre la força dels franquistes, la feblesa i divisions existents, la inexistència d'un pla d'acció militar, així com del previsible caràcter perllongat de la guerra.

### Retorn a Hongria
Va passar la Segona Guerra Mundial treballant per la Komintern a Moscou. Després de la fi d'aquesta, torna a la seva pàtria per formar part del govern de coalició de finals del 1945 liderat pel líder comunista Mátyás Rákosi amb patrocini de l'URSS, però en les eleccions de 1946 el Partit Comunista Hongarès només va obtenir el 17% dels vots en comparació del 57% del Partit dels Petits Propietaris.
Davant això els comunistes hongaresos demanen ajuda a l'Exèrcit Roig, encarregat de l'ocupació militar d'Hongria, i amb suport del general soviètic Kliment Voroixílov, Rákosi va forçar un govern de coalició per assegurar llocs claus als comunistes hongaresos. El 1947 els comunistes hongaresos van donar un cop d'estat i van prendre el poder definitivament, quedant Mátyás Rákosi com a secretari general del partit i cap del govern hongarès, mentre Gerö es convertia en el seu lloctinent i segon home més poderós del país.
Després de la mort de Stalin i l'inici del desglaç de Nikita Khrusxov, la política estalinista de Mátyás Rákosi va quedar en el descrèdit. Finalment Rákosi va ser obligat a dimitir com a secretari del partit comunista hongarès el 18 de juliol de 1956 per Jrushchov, però abans Rákosi va poder designar Gerö perquè el substituís en la secretaria general del partit.
Durant la Revolució Hongaresa de 1956 Gerö va llançar un sever discurs contra els obrers que protestaven, i va augmentar la virulència de les protestes. Els enviats del Politburó soviètic van pressionar Gerö perquè renunciés, en considerar-se que havia respost erradament a l'aixecament. Gerö va marxar a l'URSS amb l'assentiment de Nagy.
Va ser destituït per no haver sabut respondre durant la revolució hongaresa de 1956 i després de ser reemplaçat per János Kádár va fugir a la Unió Soviètica. Després de l'aixafament de la rebel·lió hongaresa per l'Exèrcit Roig, Nagy va ser arrestat i reemplaçat per János Kádár, però aquest no va permetre que Gerö retornés a Hongria.
El 1960 Gerö va tornar a Hongria, establint-se a Budapest, però per a aquesta data ja havia estat expulsat del Partit Comunista, i va treballar com a traductor ocasional fins a la seva mort.